# Борко, Этель Абрамовна
Этель (Елена) Абрамовна Борко (1897 — 19 августа 1919, Ростов-на-Дону) — революционерка, подпольщица времён Гражданской войны в России.

## Биография
Родилась в 1899 году в еврейской семье.
В революционную борьбу вступила рано, ещё обучаясь в Бердичевском коммерческом училище. В 1914 году за участие в маевке Этель была исключена из училища, и немалых трудов стоило родителям, чтобы её приняли обратно.
Однако вскоре после окончания учёбы семье юной большевички пришлось покинуть родной город, ибо над ней нависла угроза ареста. Новым местожительством стал Ростов-на-Дону.
Поступив в 1916 году в Донской университет, она устанавливает связи с ростовской большевистской подпольной организацией и выполняет её задания. Полемизировала с большевистских позиций с меньшевиками и эсерами.
В период калединщины, когда большевики были вынуждены уйти в подполье, Этель Борко выполняла ряд ответственных партийных поручений по установлению связи с большевистскими организациями и по распространению агитационной литературы. Она выступала с трибуны Первого съезда Советов Донской республики.
Когда большевикам вновь приходится уйти в подполье в связи с засильем на Дону белогвардейщины, Борко, как курьер Донкома, выполняла партийные поручения, способствующие активной деятельности подпольной организации в Ростове-на-Дону.
В мае 1919 году начались повальные аресты. Этель была арестована в своем доме на Воронцовской улице № 74 (ныне улица Баумана 64) и была помещена в Ростовскую тюрьму (централ). На допросах она вела себя мужественно и стойко. Помогла бежать из тюрьмы Марии Малинской (известной в подполье как Вера Смирнова), вместе с которой была арестована.
Была убита 19 августа 1919 года в тюремной камере № 23. В окно, открытое внутрь двора, выстрелил часовой с вышки - то ли отгоняя от окна настойчиво выглядывающую узницу, то ли имея на то специальный приказ. Хоронили Этель только близкие. Подпольщики боялись, что убийство их боевой подруги было осуществлено для того, чтобы выявить её ближайших друзей, и на похороны не пришли... Похоронена Э.А.Борко на Еврейском кладбище города.

## Память
- В Ростове-на-Дону на фасаде здания Ростовского педагогического института укреплена мемориальная доска в честь Этель Борко.
- Её именем в 1967 году были названы улица и площадь в Ворошиловском районе города.
- Могила Этель Борко на Еврейском кладбище Ростова является памятником федерального значения.